# Grote stompe dodecicosidodecaëder
In de geometrie wordt met de grote stompe dodecicosidodecaëder een halfregelmatig veelvlak met 104 vlakken aangeduid. De grote stompe dodecicosidodecaëder heeft dezelfde punten en ribben als de grote dirhombicosidodecaëder, maar die laatste heeft 60 ribben die niet voorkomen op de grote stompe dodecicosidodecaëder. 
Het woord dodecicosidodecaëder, met de klemtoon op de voorlaatste e, is afgeleid van de Griekse woorden 'δώδεκα' (dodeka), 12 (het woord komt er tweemaal in voor, maar de uitgangen zijn verschillend), 'εικοσι' (eikosi), 20, en 'ἕδρα' (hedra), dat stoel, positie of basis kan betekenen. 